# سيدي أمحمد أومرزوق
سيدي أمحمد أومرزوق (بالإنجليزية: SIDI M'HAMED OU MARZOUQ)‏ هي جماعة قروية تابعة لإقليم الصويرة ضمن جهة مراكش - تانسيفت - الحوز بالمغرب. بلغ مجموع عدد سكان  سيدي أمحمد أومرزوق حسب إحصاءات 2004 حوالي 6088 نسمة يعيشون في 882 أسرة.